# 東光寺 (品川区)
東光寺（とうこうじ）は、東京都品川区二葉1丁目にある天台宗の寺院である。山号は久遠山不動院、本尊は阿弥陀如来。山門脇に立つ戦没供養塔は、戦争の犠牲になった軍馬、軍用犬、伝書鳩などの動物を供養するための動物供養塔が建立されている。また、参道の中程には、東司（とうす）と呼ばれる烏枢沙摩明王が安置されたトイレ守護のお堂がある｡巡礼札所として、荏原七福神のひとつ毘沙門天も祀っている。

## 歴史
東光寺は比叡山延暦寺の末寺にて、久遠山不動院東光寺と称し、開山は1534年（天文13年）什仙上人により創建された寺である。 古くは大井から荏原へ通じる道筋にあり、近くに立会川が流れのどかな風情が残っていた。現在の本堂は、1815年（文化12年）に圓浄権大僧都により再建されたものである。

## 札所
品川区荏原七福神 - 毘沙門天

## ギャラリー

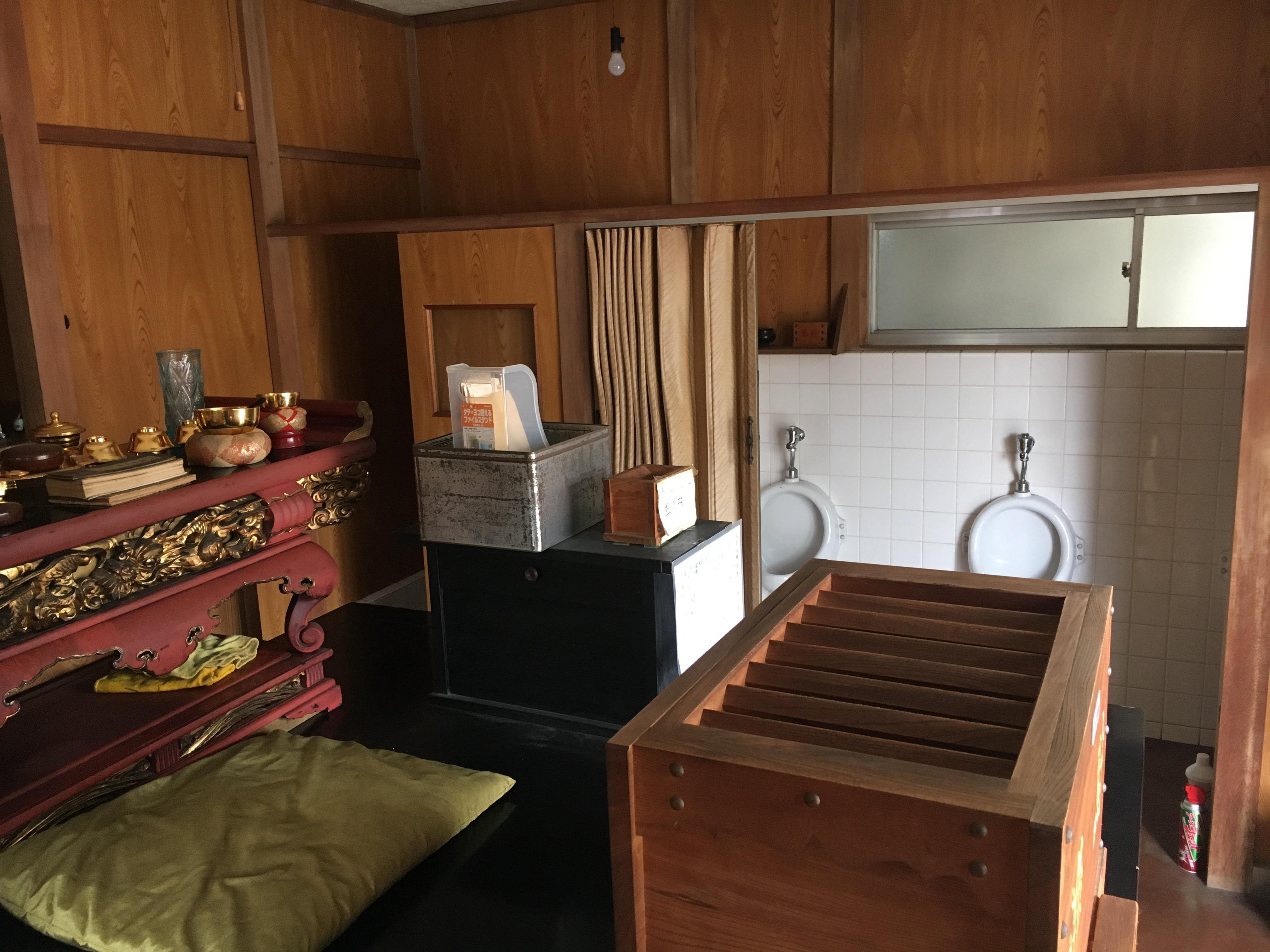
東司（トイレ守護）
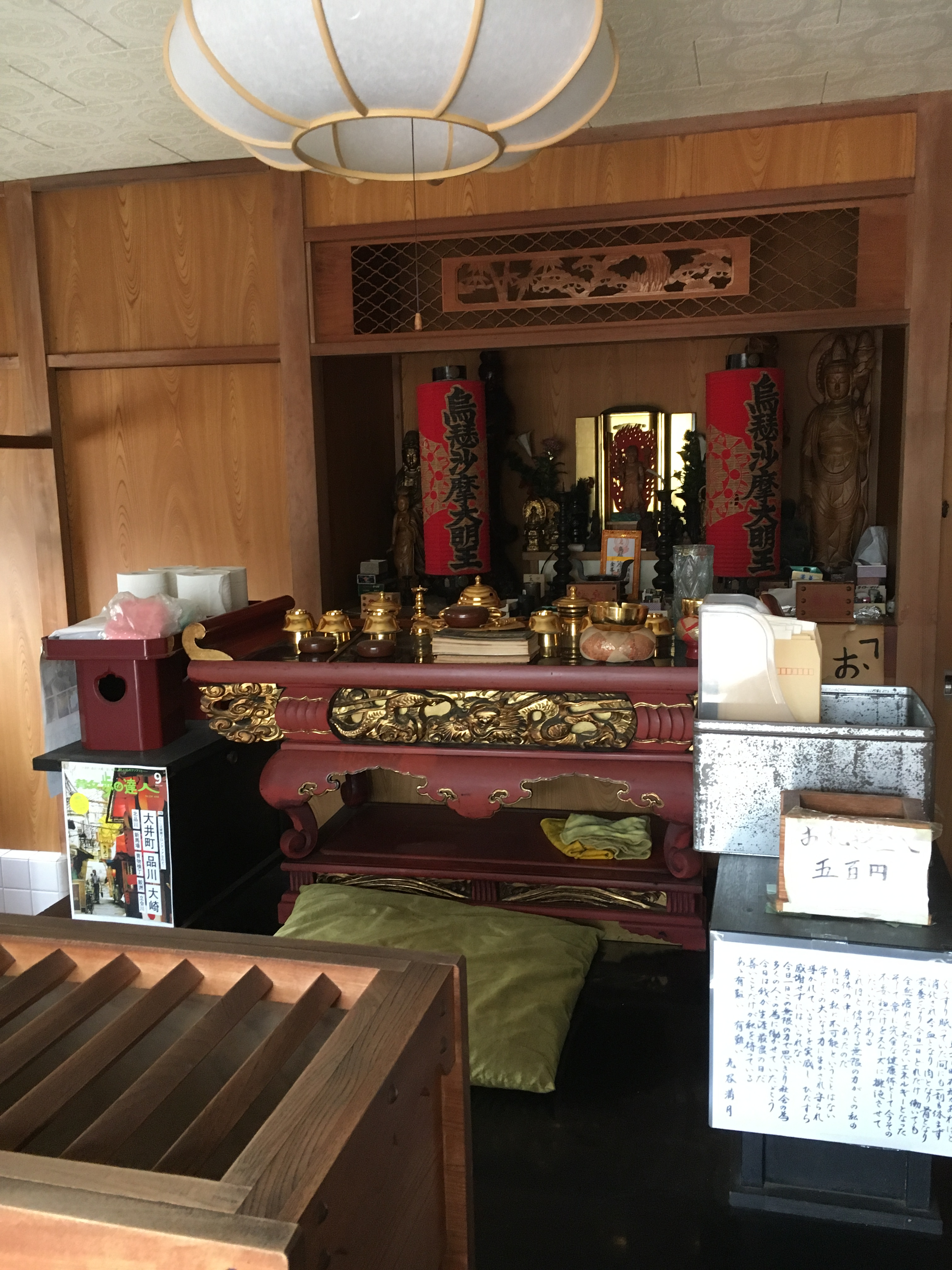
烏枢沙摩明王
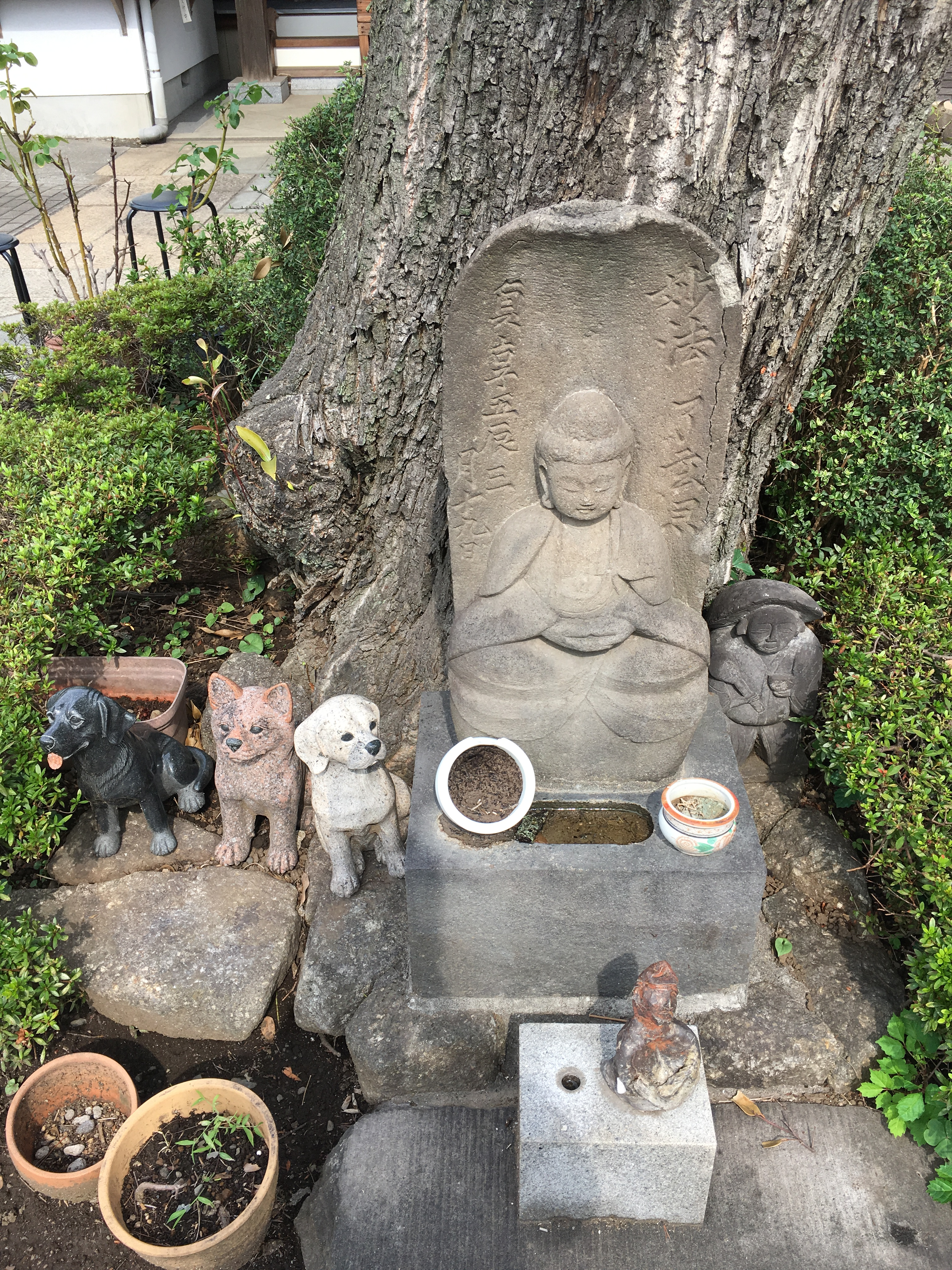
ペット供養
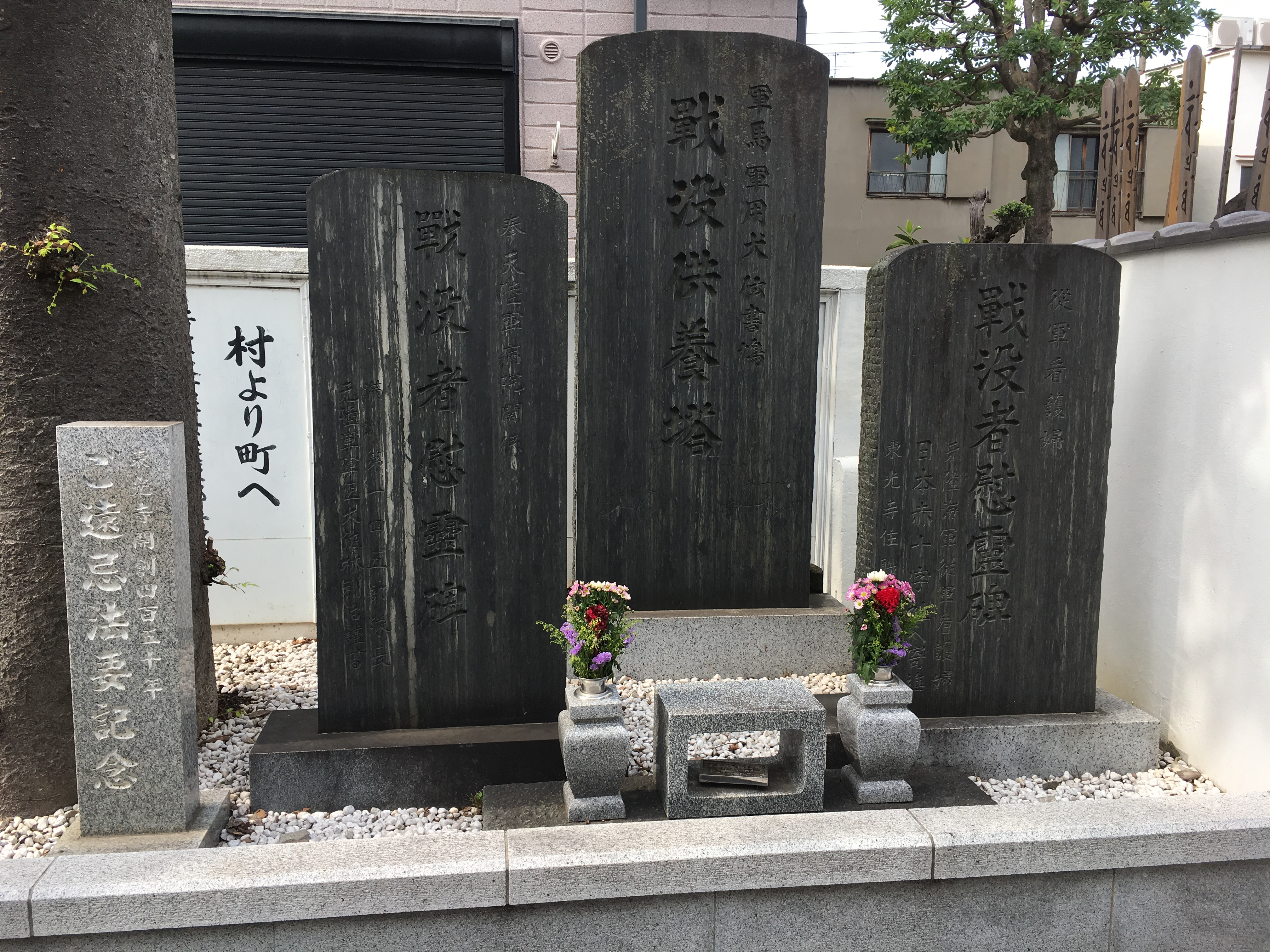
戦没供養塔 動物供養塔
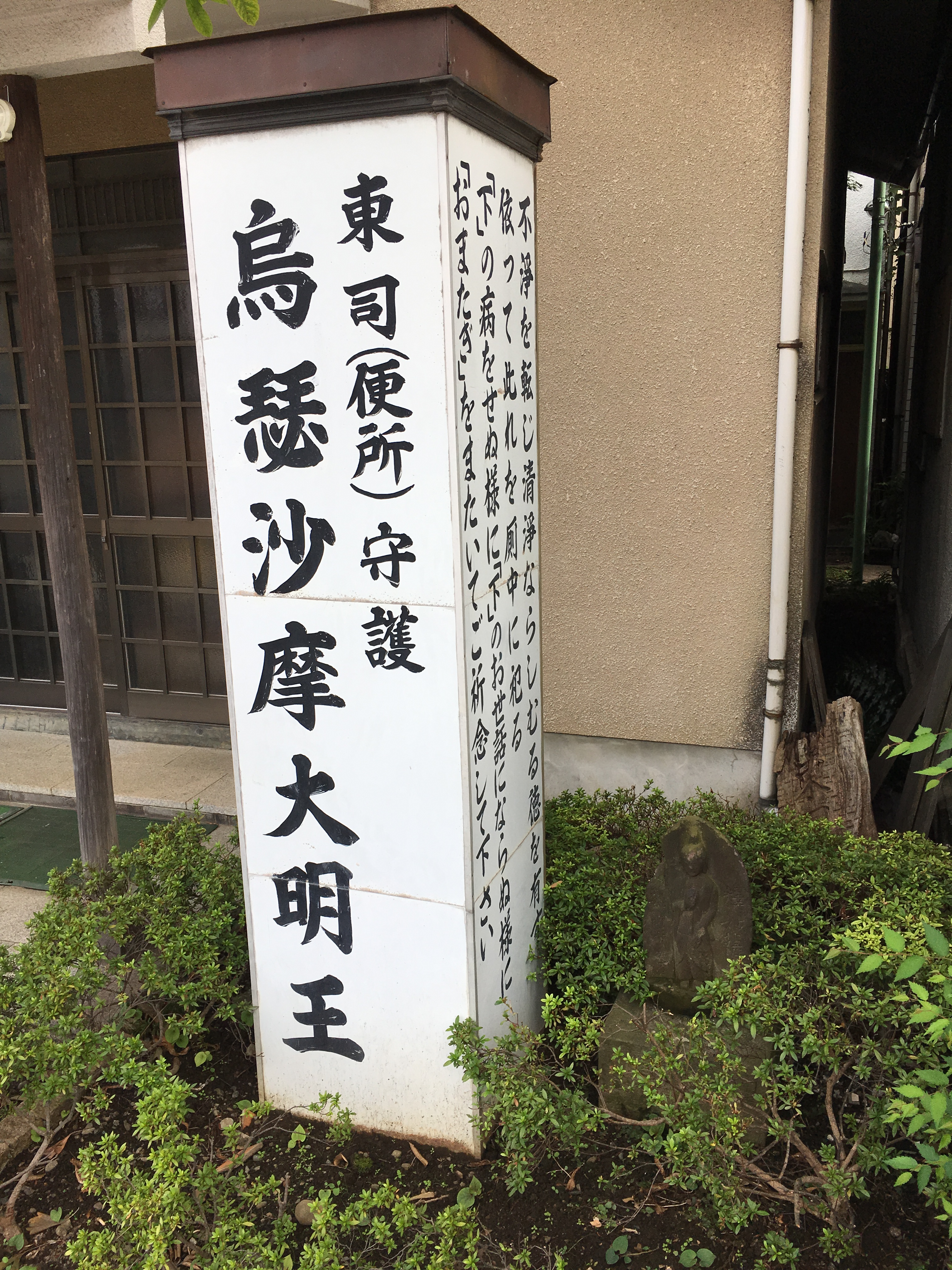
東司入口

## アクセス
- 東急大井町線下神明駅より徒歩6分[2]。または、京浜東北線・りんかい線大井町駅または横須賀線・湘南新宿ライン西大井駅よりいずれも徒歩8分。
- 東光寺前 東急バス - 徒歩1分程度[3]
  - 井01系統[3]：荏原営業所行き（西大井駅方面）
  - 井01系統[3]：大井町駅 行